# 渡江戦役
渡江戦役（とこうせんえき、簡体字: 渡江战役）は、国共内戦の最終局面で、長江を渡河し、中華民国の首都南京を占領するために中国人民解放軍（中国共産党軍）が起こした戦役である。
この戦役は1949年4月20日の夜に始まり、6月2日まで続き、南京と上海が共産党軍により陥落して終結した。

## 背景
1948年末から1949年初頭にかけて、中華民国政府は、遼瀋戦役、淮海戦役、平津戦役と連続して共産党軍に敗北していた。1949年1月21日、中華民国総統の蔣介石が責任を取って引退を表明し、副総統の李宗仁が総統代理に就いた。1949年春頃には長江北部では共産党が支配を確立していた。第七期中央委員会の第二回全体会議で、共産党軍は華南での戦役に備えた再編成の一環で中国人民解放軍に改名された。

## 前触れ
1949年4月、両陣営の代表が北平で会合を開き停戦交渉を試みた。交渉中、共産党軍が積極的に軍事演習を行い、戦役に備えて第2、第3、第4野戦軍を長江北部に移動させて、国民政府に圧力をかけてさらなる譲歩を迫った。長江沿岸にいた司令官の湯恩伯と兵士45万人の防衛軍が江蘇、浙江、江西を受け持ち、白崇禧が25万人の軍を率いて、湖口から宜昌までの長江の一部を防衛した。
共産党代表は最終的に中華民国政府に最後通告を突き付け、4月20日に中華民国政府代表が停戦協定を拒否するように指示されると、その日の夜に人民解放軍が長江を渡り始め、その先の国民政府の拠点に総攻撃を仕掛けた。

## 戦役
4月20日から21日にかけて、人民解放軍30万人が長江の北岸から南岸に渡った。すぐに中華民国海軍の第2艦隊と江陰の要塞が共産党に寝返り、人民解放軍は長江沿岸の中華民国政府の防衛を突破することができた。4月22日、人民解放軍が長江南岸に上陸し浜辺を確保すると、中華民国政府の防衛線が急速に崩壊した。南京が直接脅威にさらされると、蔣介石は軍が杭州と上海に撤退する際に焦土作戦を命じた。人民解放軍は江蘇に侵攻し、途上で丹陽、常州、無錫を占領した。なおも中華民国政府が撤退し続けたため、4月23日頃には、人民解放軍はさほど抵抗を受けずに南京を占領することができた。

### アメジスト号事件
戦役の最中に、イギリス海軍のスループ艦アメジストが戦闘に巻き込まれ、人民解放軍に砲撃された。イギリス海軍はすぐに重巡ロンドンとスループ艦ブラックスワンを援軍として送り、一連の砲撃と交渉の末に、アメジストは何とか退避した。

### さらなる進軍
4月27日、人民解放軍は蘇州を占領して上海を脅かした。その間、西方の共産党軍は南昌と武漢にある中華民国政府の拠点を攻撃し始めた。5月末頃には、南昌、武昌、漢陽のすべてを共産党が占領していた。なおも人民解放軍は浙江内を通過し続け、5月12日に上海戦役を起こした。上海の中心市街地が5月27日に、浙江の残りが6月2日に陥落し、渡江戦役が終結した。

## 大衆文化
1954年, Tang XiaodanはSun Daolin主演の映画Reconnaissance Across the Yangtze (渡江侦察记) の監督を務めた。人民解放軍の士官のXiong Zhaorenとその部隊の功績を元にしており、戦役における共産党の勝利を称えている。中国で大ヒットを記録し、1957年のMinistry of Culture's Best Film Awardを受賞、文化大革命中にカラーでリメイクされた。

### 引用
1. ↑  Lew 2009, p. 122.
2. ↑  Westad 2003, pp. 214–15.
3. ↑  Lew 2009, p. 129.
4. ↑  Lew 2009, p. 130.
5. ↑  Worthing 2016, pp. 268–69.
6. 1 2 3 4  Lew 2009, p. 131.
7. ↑  Westad 2003, pp. 242–43.
8. ↑  Westad 2003, pp. 253–54.
9. 1 2 3  Xiao & Zhang 2002, pp. 501–2.
10. 1 2  Yue, Huairang (2019年4月8日). “开国少将熊兆仁逝世，所部英勇事迹被拍成《渡江侦察记》”. The Paper. 2019年4月12日閲覧。